# Google Finance
Google Finance — провайдер финансовой информации, принадлежащий компании Google Inc.

## Содержание
Сервис Google Finance предоставляет доступ к финансовой информации о большинстве транснациональных компаний.
Доступна информация по котировкам и рейтинги ценных бумаг, пресс-релизы и финансовые отчёты компаний.
По каждой компании отображаются результаты агрегаторов из Google News и Google Blog Search.
Исторические данные были доступны в виде графиков, реализованных по технологии Adobe Flash.
Сайт предлагает ряд сервисов для управления персональной финансовой информацией.

## История
Компания Google Inc. открыла сервис Google Finance 21 марта 2006 года.
12 декабря 2006 года было произведено значительное изменение домашней страницы и наполнения сервиса. В частности стала доступна информация о валютах и различных секторах рынка. Добавился инструмент Google Trends. Добавлены исторические данные по котировкам ценных бумаг за более чем 40 лет.
В июне 2008 года стали доступны текущие котировки ценных бумаг с NASDAQ и Нью-Йоркской фондовой биржи в рамках партнёрских договоров с Google.
18 ноября 2008 года на страницах проекта начала показываться реклама.
В августе-сентябре 2009 года был запущен опережающий индикатор для инвесторов — Google Domestic Trends, основанный на анализе поисковых запросов.
В 2022 году на главной странице для некоторых регионов стала отображаться ошибка «403. Произошла ошибка. В настоящее время Google Финансы недоступны, так как некоторые международные поставщики данных больше не поддерживают ваш регион. Пожалуйста, проверяйте наличие новых обновлений».